# Carrer de la Palma
El Carrer de la Palma és una obra de Lleida (Segrià) inclosa a l'Inventari del Patrimoni Arquitectònic de Catalunya.

## Descripció
Es tracta d'un carrer antic de la ciutat que comença a la plaça d'Almodí el Vell i acaba a la plaça de Sant Llorenç (al cap d'amunt del carrer). De fort pendent i sinuós traçat, es troba vorejat de cases velles de cinc o sis pisos d'alçada, excepte l'eixamplament de la plaça de Sant Antoni Maria Claret, on ho fa amb una promoció d'habitatges dels anys 1950, essent aquí on perd qualitat. La Catedral nova al cap de vall i Sant Llorenç al cap d'amunt, marquen el seu recorregut.

## Història
Aquesta calçada recollia, i recull avui també, les aigües del planell de Sant Llorenç. A desgrat de l'ocupació cristiana (1149), el mercat sarraí, dit l'Assoc, persistí en aquest indret fins al 1920, en què foren construïts els mercats del Pla i de Sant lluís. El carrer de la Palma, llavors, començava al portal de l'Assoc, que, en enderrocar-lo (el segle XV) originà l'actual plaça d'Almodí Vell. L'origen del nom actual prové del fet que la Paeria hi establí el mercat del Ram, a darrers del segle xvii.
Durant l'ocupació francesa s'hi instal·là una font barroca que ha persistit fins a l'actualitat.